# Плагіоклаз

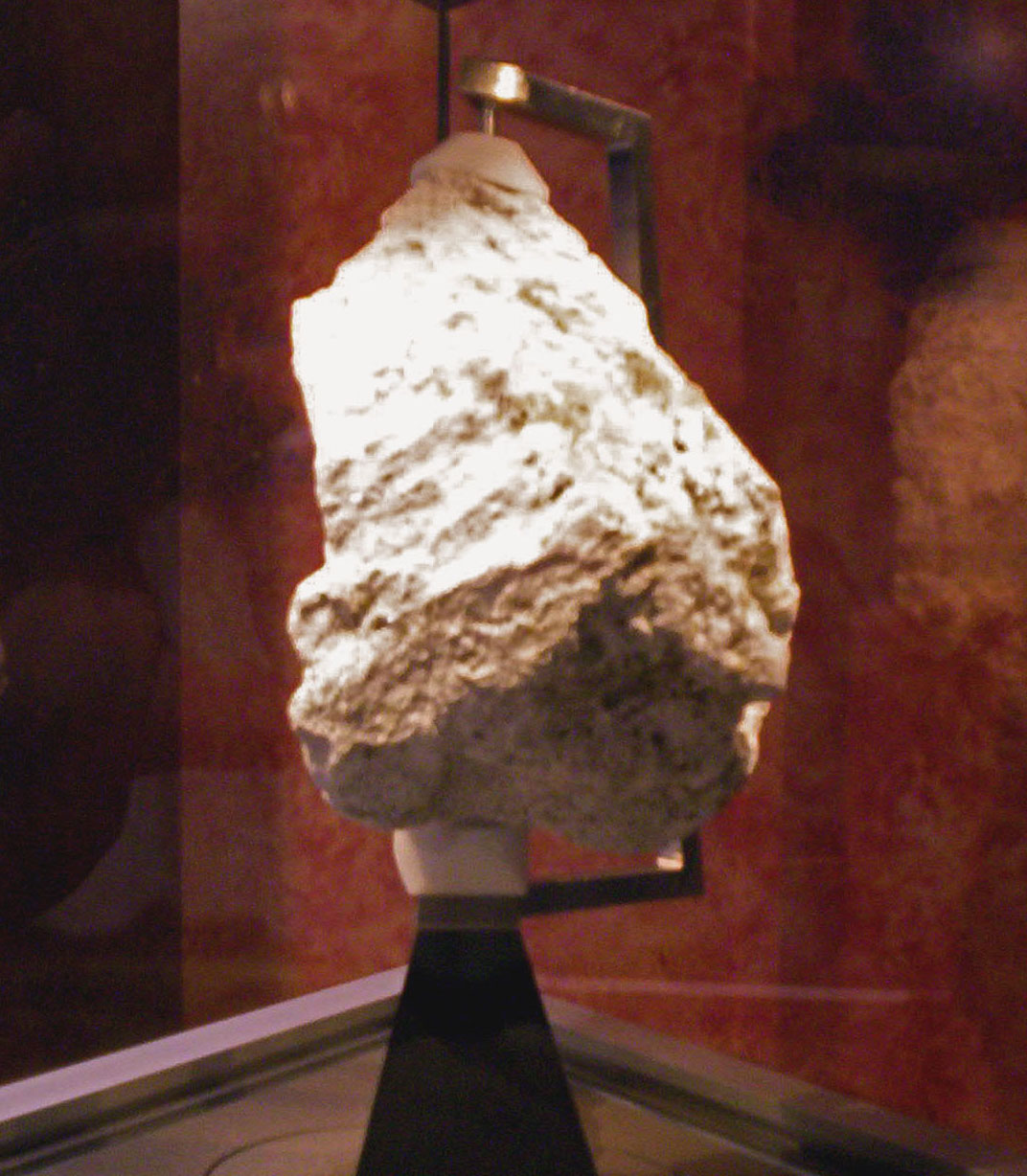
Анортозит (основний та середній плагіоклаз) з Місяця, знайдений експедицією Аполлон-16.

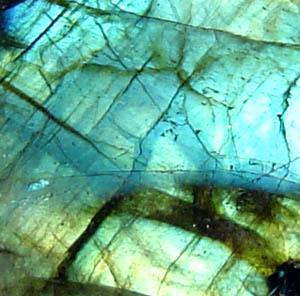
Лабрадор

Плагіоклази (від дав.-гр. πλάγιος — косий і κλάσις — ломка, розколювання) — група породотвірних мінералів класу силікатів. Належать до вапняково-натрієвих польових шпатів.

## Загальний опис
Алюмосилікати натрію і кальцію каркасної будови, що утворюють змішані кристали ізоморфного ряду альбіт — анортит. Формула чистого альбіту Na[AlSi3O8], анортиту — Ca[Al2Si2O8]. Кожний член цього ряду умовно позначається номером, який відповідає процентному вмісту (за масою) анортитового компонента. Таким чином виділяють: An0-10 — альбіт, An10-30 — олігоклаз, An30-50 — андезин, An50-70 — лабрадор, An70-90 — бітовніт, An90-100 — анортит.
Плагіоклази поділяють на три групи: кислі (№ 0-30), середні (№ 30-60), основні (№ 60-100). Сингонія плагіоклазу триклінна. Густина 2,60 (альбіт) — 2,75 (анортит). Твердість 5,5-6,5. Блиск скляний. Крихкі. Плагіоклази — найбільш розповсюджені мінерали верхньої частини земної кори. Існують глибинні (анортозити) і метасоматичні (альбітити і ін.) породи, що майже цілком складаються з плагіоклазу (плагіоклазити). Для кислих вивержених порід характерний олігоклаз, для середніх — андезин, для основних — лабрадор. Олігоклаз, бітовніт і анортит — звичайні мінерали метеоритів. При вивітрюванні плагіоклаз перетворюються в глинисті мінерали.

## Різновиди
Розрізняють:
- плагіоклаз баріїстий (плагіоклаз, який містить до 5 % ВаО);
- плагіоклаз вапняковий (анортит),
- плагіоклаз каліїстий (плагіоклаз, який містить 5-20 % каліїстого польового шпату);
- плагіоклаз кальціїстий (анортит);
- плагіоклаз лужно-вапняковий (зайва назва плагіоклазу);
- плагіоклаз мутний (плагіоклаз, в якому спостерігаються продукти його зміни);
- плагіоклаз натріїстий (альбіт);
- плагіоклаз хмарний (плагіоклаз мутний).